# 新地省

省徽

新地省（芬蘭語：Uudenmaan lääni）是芬蘭1997年前的一個省。位於該國南部，臨芬蘭灣。省府赫爾辛基。
自12世紀起受瑞典統治，1809年被讓予俄羅斯帝國。后為南芬蘭省的一部分，並被分為新地行政區和東新地行政區。